# Réginald Outhier
Réginald Outhier, francoski kartograf in opat, * 16. avgust 1694, † 8. maj 1774.
Leta 1727 je Outhier iznašel pogonski mehanizem za nebesni globus in izdelal planetarij. Izboljšal je kilometrski števec, ki ga je izdelal Meynier leta 1724.
Leta 1736 je sodeloval v Maupertuisovi odpravi v Torneälvsko dolino na Laponskem. Po vrnitvi je Outhier leta 1746 izdal potni dnevnik Journal d'un Voyage au Nord en 1736 & 1737, v katerem si je dan za dnem zapisoval podatke o delu odprave in naredil veliko skic.
1. ↑  data.bnf.fr: platforma za odprte podatke — 2011.
2. ↑  Nacionalna zbirka normativnih podatkov Češke republike